# Marpissa robusta
Marpissa robusta là một loài nhện trong họ Salticidae.
Loài này thuộc chi Marpissa. Marpissa robusta được Richard C. Banks miêu tả năm 1906.